# كراتون الكونغو

الموقع التقريبي لل Mesoproterozoic (أقدم من 1.3 غ) cratons في أمريكا الجنوبية وأفريقيا.

كراتون الكونغو (بالإنجليزية:  Congo Craton)‏ شبة قارة، التي غطت الحياة القديمة في حوض الكونغو، القديم مع أربعة آخرين (في Kaapvaal ، زيمبابوي، تنزانيا، و Cratons غرب أفريقيا ) و التي تشكل حاليا القارة من أفريقيا الحديثة. وتم تشكيل هذه cratons قبل ما بين حوالي 3.6 و 2.0 بليون سنة، وقد تكتونيا مستقرة منذ ذلك الوقت. ويحدها كل من هذه cratons بواسطة أحزمة أضعاف الشابة التي تشكلت قبل 2.0 مليار بين و 300 مليون سنة.
الكونغو Craton تحتل جزءا كبيرا من جنوب وسط أفريقيا، وتمتد من منطقة كاساي من جمهورية الكونغو الديمقراطية إلى السودان وأنغولا . أنها تشكل أجزاء من بلدان الغابون ، الكاميرون ، وجمهورية أفريقيا الوسطى . جزء صغير يمتد إلى زامبيا أيضا، حيث يتم استدعاؤه Bangweulu بلوك .